# Thalictrum pubescens
Thalictrum pubescens är en ranunkelväxtart som beskrevs av Frederick Traugott Pursh.
Thalictrum pubescens ingår i släktet rutor och familjen ranunkelväxter. Inga underarter finns listade i Catalogue of Life.

## Bildgalleri

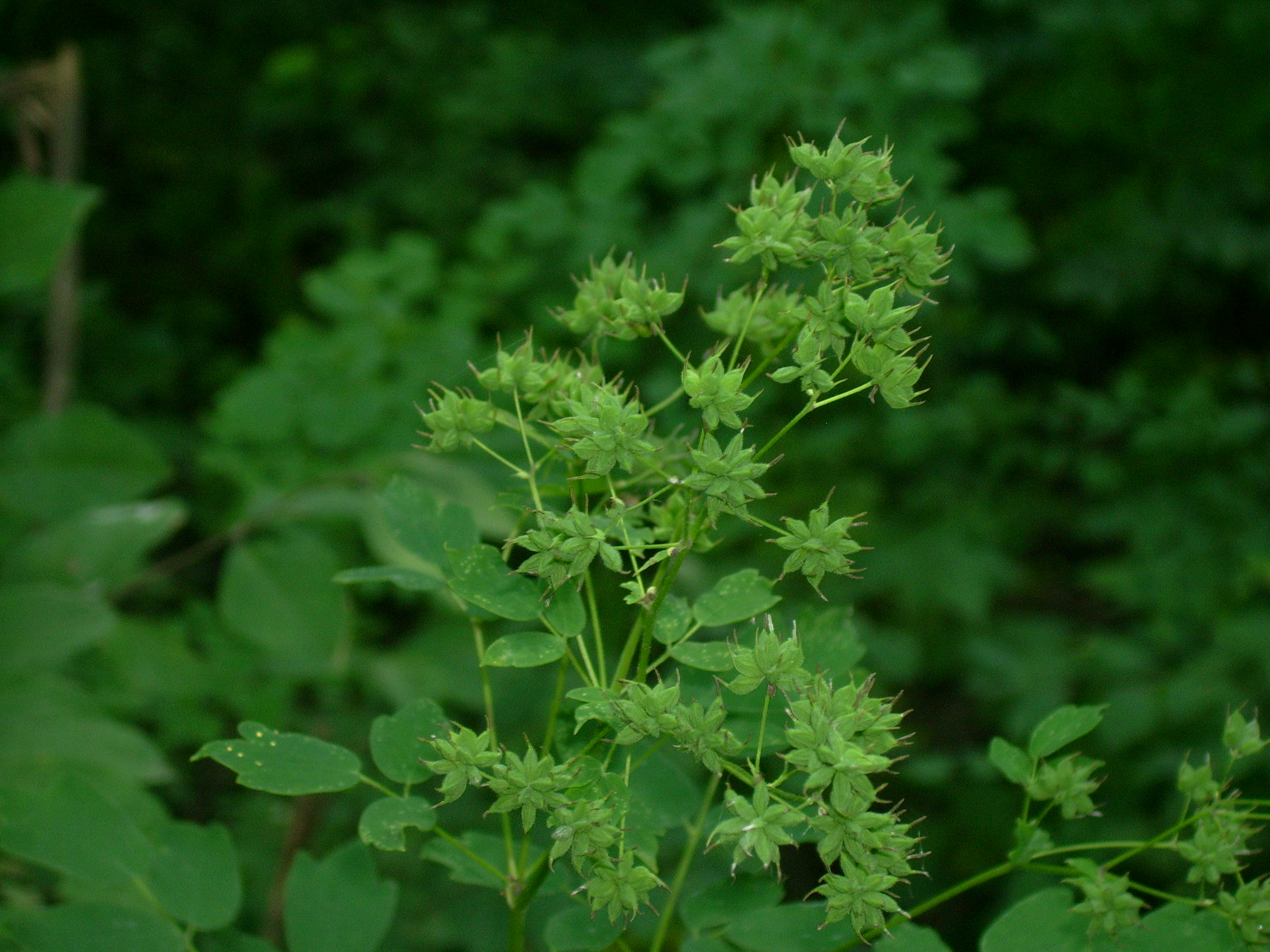
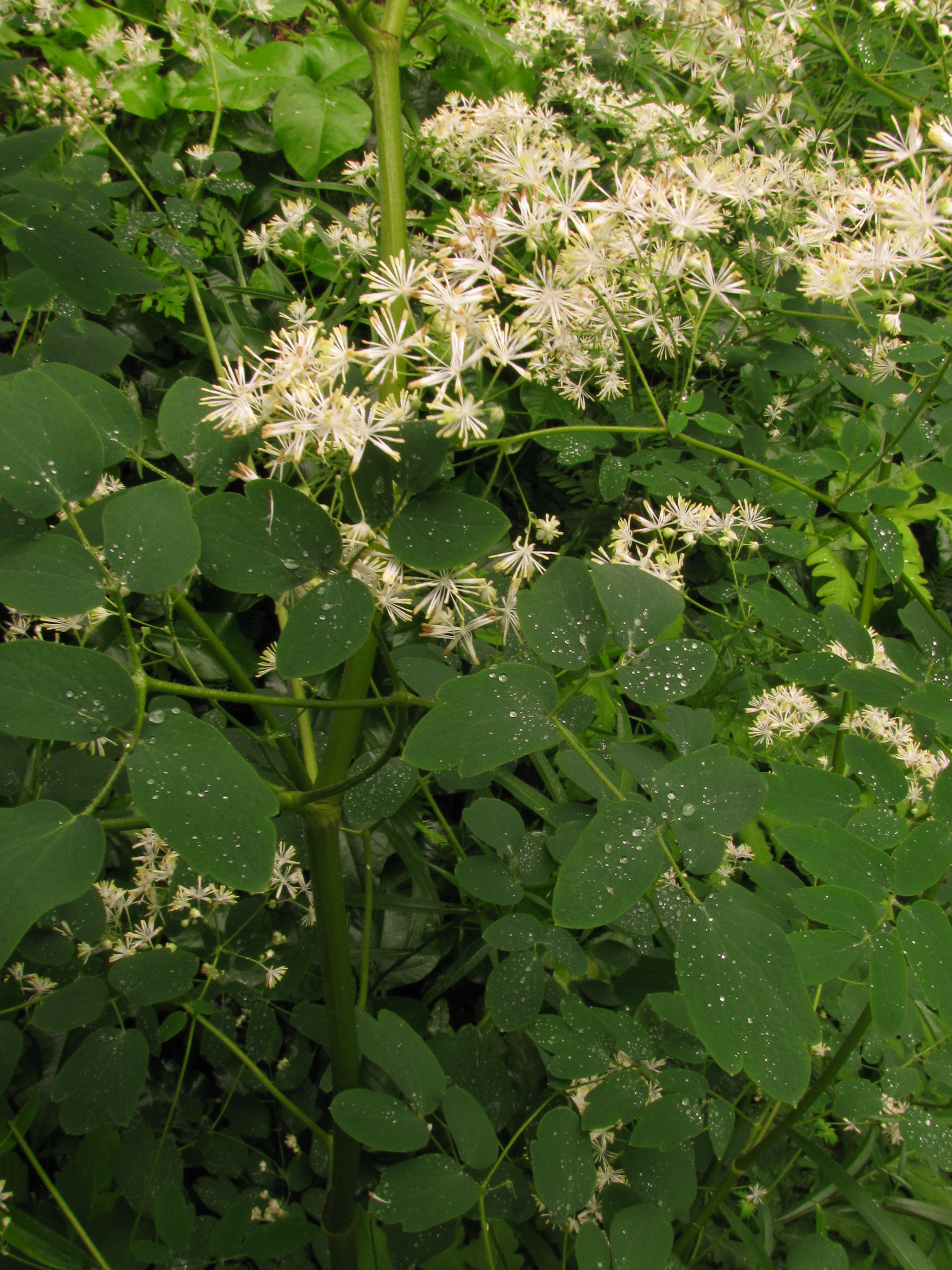